# Juraj Šádek
Juraj Šádek (* 22. července 1974) je bývalý český florbalový hráč, reprezentant a jedenáctinásobný mistr Česka. V české nejvyšší florbalové soutěži hrál za Tatran Střešovice od počátku florbalu v Česku v roce 1993 do roku 2007.

## Klubová kariéra
Šádek hrál za Forza Tatran (později Tatran Střešovice) v nejvyšší české florbalové soutěži od jejího založení v roce 1993. V první sezóně byl nejproduktivnějším hráčem soutěže a Tatran získal první ligový titul. Vrcholový florbal hrál za Střešovice až do roku 2007, tedy celkem 14 sezón. V nich získali 11 mistrovských titulů. Šádek byl jediný hráč, který byl u všech (u posledního z nich v sezóně 2006/2007 i jako kapitán). Jeho rekord v počtu titulů překonal v roce 2012 brankář Tatranu Tomáš Kafka.
S celkovými 246 góly a 440 kanadskými body držel Šádek rekord soutěže až do roku 2008 resp. 2009, kdy ho překonal Libor Schneider.

## Reprezentační kariéra
Šádek reprezentoval Česko na obou mistrovstvích Evropy. Na prvním z nich v roce 1994 byl jedním ze čtyřech nejproduktivnějších českých hráčů. Dále hrál na prvních třech mistrovstvích světa mezi lety 1996 a 2000.
| Umístění | Soutěž                              |
| -------- | ----------------------------------- |
| 6.       | Mistrovství Evropy ve florbale 1994 |
| 5.       | Mistrovství Evropy ve florbale 1995 |
| 4.       | Mistrovství světa ve florbale 1996  |
| 6.       | Mistrovství světa ve florbale 1998  |
| 6.       | Mistrovství světa ve florbale 2000  |

## Florbalový funkcionář
V letech 1994 až 1998 byl členem Výkonného výboru České florbalové unie.

## Ocenění
V roce 2022 byl během Superfinále vyhlášen jednou z 12 osobností první dekády Českého florbalu (1992–2000).